# 6228 Yonezawa
6228 Yonezawa (1982 BA) là một tiểu hành tinh vành đai chính được phát hiện ngày 17 tháng 1 năm 1982, bởi Toshimasa Furuta ở Tokai. Nó được đặt theo tên thành phố thuộc Yonezawa ở Yamagata, Nhật Bản.